# Teodosio Aguirre
Teodosio Segundo Aguirre Páez (Salitrera Sur Laguna, Iquique, Chile, 11 de enero de 1910 - Santiago, Chile, 14 de septiembre de 2011) fue un futbolista chileno del Club de Deportes Badminton. Fue, hasta antes de su muerte, el jugador de fútbol profesional más longevo en Chile.

## Biografía
Aguirre nació y fue criado en una oficina salitrera cercana a la ciudad de Iquique, donde ya se destacaba como futbolista amateur. Tras terminar sus estudios secundarios, ingresó a la Fuerza Aérea de Chile, donde fue compañero del exboxeador Arturo Godoy, del que terminaría siendo amigo, y ya para 1928 integraba la selección del Cantón Norte. El coronel José Bates, al tanto del talento del joven futbolista iquiqueño, decidió pedir su traslado a Santiago para que se incorporase como jugador del Club de Deportes Badminton, donde jugó desde antes de que ocho clubes de la Asociación de Fútbol de Santiago organizaran en 1933 el que es considerado el primer torneo oficial de la Asociación Central de Fútbol, convirtiéndose formalmente en futbolista profesional el año 1934. Dos años después pasó al Santiago Morning, recién nacido de la fusión entre el Morning Star y el Santiago, aunque más tarde volvió a su club de origen, en el que jugó hasta su retiro en 1944. Como atacante por la izquierda disputó un total de 104 partidos en 10 temporadas, y convirtió 44 goles.
Apodado como Cara de Bola, la especialidad de Aguirre fueron los centros, tiros libres y penales. Desde los doce pasos falló sólo una vez, en 1939, teniendo en frente a Sergio "Sapito" Livingstone, a quien consideraría como el segundo mejor jugador en la historia del fútbol chileno tras Raúl Toro Julio.
En 2007, Aguirre recibió un homenaje de Michelle Bachelet, en ese entonces Presidenta de Chile, en el Palacio de la Moneda.
Murió en Santiago, a los 101 años, a causa de un fallo cardíaco.

## Clubes

### Como futbolista
| Club             | País  | Año       |
| ---------------- | ----- | --------- |
| Bádminton        | Chile | 1934−1936 |
| Santiago Morning | Chile | 1936−?    |
| Bádminton        | Chile | ?−1944    |